# Стен Ли
Стен Ли (енгл. Stan Lee) или Стенли Мартин Либер (енгл. Stanley Martin Lieber; 28. децембар 1922 — 12. новембар 2018) био је амерички стрип сценариста, уредник, издавач, продуцент, телевизијски водитељ, глумац и бивши председник издавачке куће Марвел комикс (енгл. Marvel Comics). Као сценариста је сарађивао са цртачима Џеком Кирбијем и Стивом Дитком, створивши стрип јунаке као што су Спајдермен, Халк, Фантастична четворка, Ајрон Мен, Тор, Икс Мен и многи други. Ли је од мале издавачке куће створио велику мултимедијалну корпорацију. Примљен је у Кућу славних Вила Ајзнера (The Will Eisner Award Hall of Fame, 1994), а такође и у Кућу славних Џека Кирбија (The Jack Kirby Hall of Fame, 1995).

## Младост
Стенли Мартин Либер (презиме Ли је скраћени облик презимена Либер) рођен је у породици сиромашних јеврејских емиграната румунског порекла. Живео је са мајком Силијом (Celia Solomon), оцем Џеком (Jack Lieber) и братом Ларијем (Larry Lieber) у малом стану у Вашингтон Хајтсу на Менхетну. С обзиром на то да је рођен 1922, детињство је провео у економској кризи знаној као Велика депресија. По завршетку средње школе у Бронксу, одлучио је да постане писац, па је прво запослење добио у издавачкој кући Тајмли комикс (Timely Comics), где је радио на помоћним пословима - брисао је скице оловком с готових страница стрипова, пунио бочице с тинтом, кувао кафу за цртаче стрипова ... Године 1942. отишао је у војску, где је, као „драматург“, писао слогане, приручнике за обуку и цртао војне илустрације.

## Каријера
Стен Ли, са седамнаест година, уз помоћ ујака Робија Соломона почео је да ради у стрип компанији Тајмли комикс (данас је то фирма Марвел комикс).
Стенов први текст ‘Капетан Америка спречава освету издајника’ објављен је у 3. броју стрипа Капетан Америка под псеудонимом Стен Ли. Убрзо после тога осмислио је свог првог суперхероја, био је то Уништитељ  (енгл. Destroyer), борац против диктатора. За време златног доба америчког стрипа осмислио је и суперхероје као што су Џек Фрост (енгл. Jack Frost) и Фадер Тајм (енгл. Father Time).
Џо Сајмон (енгл. Joe Simon) и Џек Кирби 1941. услед несугласица са издавачем Мартином Гудманом (енгл. Martin Goodman), напуштају Тајмли комикс и прелазе да раде за Нешенел комикс (будући ДС). Мартин Гудман из тог разлога даје више одговорности младом Стену и поставља га за привременог уредника. Током година Стен ће постати главни и одговорни уредник Марвела, да би 1972. године и заменио Гудмана на месту издавача.
Од 1942. до 1945. године је служио војни рок, тако да прави паузу у каријери стрип-сценаристе. По повратку из војске жени се с Џоун Клејтон Букок (енгл. Joan Clayton Boocock) и 1950. добијају ћерку Џоун Силију Ли. (енгл. Joan Celia "J.C." Lee) Две године касније купује кућу у Хјулет Харбор у Њујорку, где ће с породицом живети до 1980.
Стен током педесетих година добија све више шанси да пише стрипове и опробава се у разним жанровима (романсе, вестерн, хумористички, научнофантастични, хорор итд.) Заједно са Дан ДеКарлом (енгл. Dan DeCarlo) дистрибуира стрип Моја пријатељица Ирма, који се заснива на комедији глумице Мари Вилсон (Marie Wilson).
Крајем педесетих постаје све више незадовољан и помишљао је да прекине да се бави овим послом.

## Марвел револуција
ДС комикс, највећи ривал Атлас комикса, касних педесетих година почиње да уводи новине на пољу суперхеројског стрипа. Џулиус Шварц обнавља многе ликове који су били популарни пре Другог светског рата, као што су нови Флеш и лига суперхероја под називом Лига правде Америке. Гудман даје задатак Лију да и Атлас освежи свој приступ и унесе новине. Наравно, Стену Лију идеје нису недостајале. Прво је променио сам концепт карактера суперхероја. Некада скоро савршени хероји, без мане и страха, сада су промењени да више личе на људе. Као и обични смртници и суперхероји су почели да имају свакодневне проблеме, забринутост и страх. Стен је суперхероје на неки начин приближио обичном читаоцу, који је сада лакше могао да се поистовети са својим јунацима.
Стен је први тим суперхероја осмислио у сарадњи са својим колегом цртачем Џеком Кирбијем, и то је била Фантастична четворка. Успех је био невероватан и Ли с Кирбијем креира још неколико суперхероја, од којих су најпознатији Халк, Ајрон Мен Тор и Икс мен. С Билијем Еверетом (енгл. Bill Everett) креира Дердевила (енгл. Daredevil), а са Стивом Дитком Доктора Стрејндџа и Спајдермена. Убрзо се појавио и прави одговор на ДС лигу правде - Марвелови осветници. Оригинална постава била је: Ајрон Мен (Тони Старк), Човек-мрав (др Хенри Пим), Оса (Џенет ван Дајн), Тор и Халк (Брус Банер), а накнадно им се прикључује и Капетан Америка (Стив Роџерс).
Такође, Стен доноси новине и на уредничком пољу. На првим странама стрипа, поред сценаристе и цртача, почиње да кредитује и све остале који су радили на стрипу: тушере, уносаче текста и колористе. Стварање непосредне везе између аутора стрипова и читалаца било му је такође врло важно. Зато сваку свешчицу прате и адекватни текстови који најављују неке нове приче стрип - серијала и доносе нове вести и податке о ауторима стрипа.
Током шездесетих година ХХ века Стен Ли је био уредник највећег броја Марвелових серијала, писац сценарија, уредник рубрике писама читалаца, а такође је покренуо и месечну колумну Стенова говорница, преко које је промовисао издања и обично је завршавао колумну својим легендарним узвиком Ексцелзиор!
Велика популарност Марвелових стрипова условила је и нагло повећање обима посла, тако да Ли више није био у могућности да пише детаљне сценарије за цртаче. Приступио је новом методу, који су користили и други издавачи, али који је због Марвеловог великог успеха постао познат као Марвелов метод. Укратко, тај метод се сводио на следећи поступак: Стен Ли би смислио причу и написао кратак синопсис; затим би на основу тога цртач нацртао стрип, а потом би Ли писао текст за облачиће, после чега би се стрип колорисао и уносио текст.

## Борац против цензуре
Године 1971. Стен се борио са Законом о стрип стваралаштву због навода у стрипу да Питер Паркеров најбољи пријатељ - Хари Осборн постаје зависник дроге. Закон је хтео да га цензурише због помињања дроге у стриповима. Ли се утоме успротивио и штампао епизоду без њиховог одобрења, што је дугорочно резултовало слабљењем цензуре у стриповима.
Током година Стен је постао познат по томе што се путем својих стрипова залагао против расизма, дроге, нетолеранције, социјалне неправде, дискриминације и предрасуда, терајући на тај начин ширу јавност да не посматра стрип само као облик забаве већ и као нешто више.

## Смрт
Ли је преминуо у 95-ој години живота у Чедар-Синај Медицинском центру у Лос Анђелесу.